# Triphleba trinervis
Triphleba trinervis är en tvåvingeart som först beskrevs av Becker 1901.  Triphleba trinervis ingår i släktet Triphleba och familjen puckelflugor.
Artens utbredningsområde är British Columbia. Arten har ej påträffats i Sverige. Inga underarter finns listade i Catalogue of Life.